# Hubenov
Hubenov är en ort i Tjeckien.   Den ligger i regionen Vysočina, i den centrala delen av landet, 110 km sydost om huvudstaden Prag. Hubenov ligger 559 meter över havet och antalet invånare är 141.
Terrängen runt Hubenov är platt åt nordost, men åt sydväst är den kuperad. Runt Hubenov är det ganska tätbefolkat, med 207 invånare per kvadratkilometer. Närmaste större samhälle är Jihlava, 8,8 km öster om Hubenov. I omgivningarna runt Hubenov växer i huvudsak blandskog.